# Solaster
Solaster là một chi sao biển trong họ Solasteridae.

## Các loài

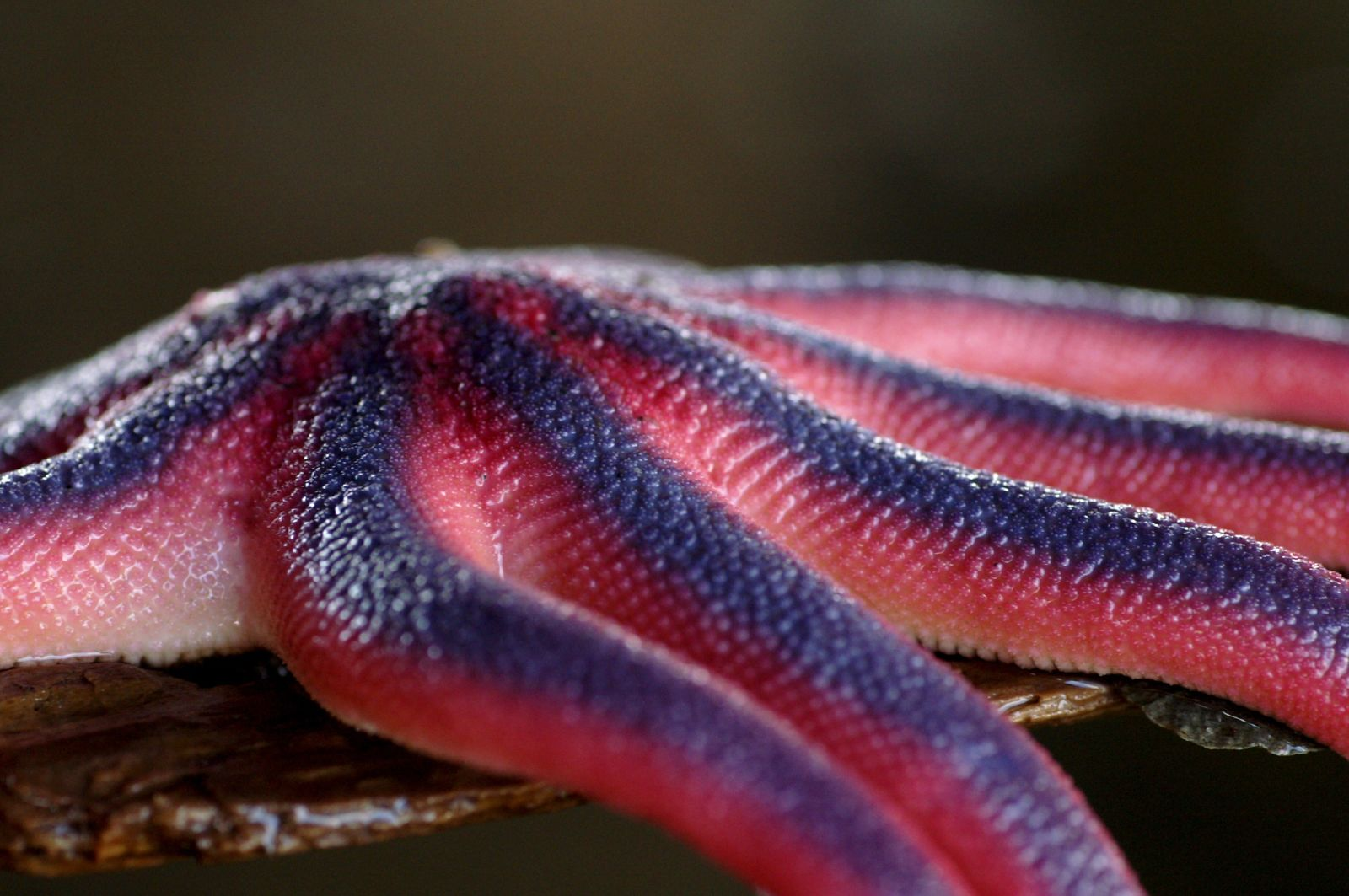
Solaster stimpsoni

Các loài sau đây được liệt kê trong Cơ sở dữ liệu sinh vật biển:
- Solaster abyssicola Verrill, 1885
- Solaster benedicti Verrill, 1894
- Solaster caribbaeus Verrill, 1915
- Solaster dawsoni Verrill, 1880

- Solaster dawsoni arcticus Verrill, 1914
- Solaster dawsoni dawsoni Verrill, 1880

- Solaster earlli Verrill, 1879
- Solaster endeca (Linnaeus, 1771)
- Solaster exiguus Fisher, 1910
- Solaster glacialis Danielssen & Koren, 1881
- Solaster haliplous Djakonov, 1958
- Solaster hexactis Clark & Jewett, 2011
- Solaster hypothryssus Fisher, 1910
- Solaster longoi Stampanato & Jangoux, 1993
- Solaster notophrynus Downey, 1971
- Solaster pacificus Djakonov, 1938
- Solaster paxillatus Sladen, 1889

- Solaster paxillatus celebesensis Aziz & Jangoux, 1985

- Solaster regularis Sladen, 1889

- Solaster regularis regularis Sladen, 1889
- Solaster regularis subarcuatus Sladen, 1889

- Solaster spectabilis Clark and Jewett, 2011
- Solaster stimpsoni Verrill, 1880
- Solaster syrtensis Verrill, 1894
- Solaster torulatus Sladen, 1889
- Solaster tropicus Fisher, 1913
- Solaster uchidai Hayashi, 1939

## Hình ảnh

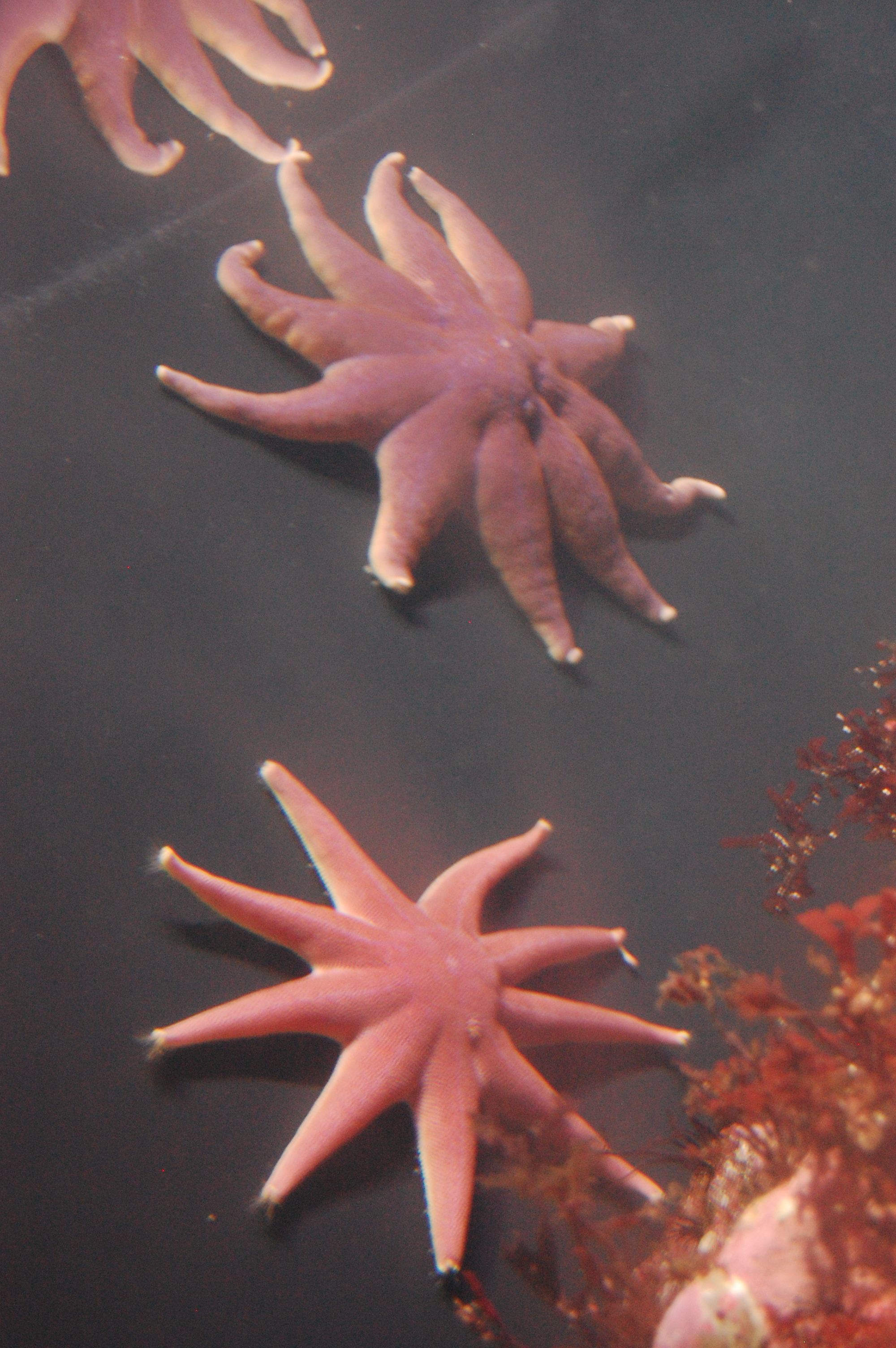
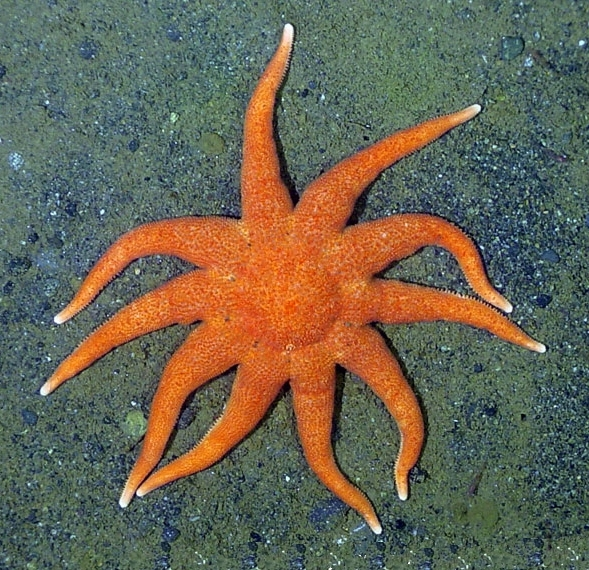